# Jéhan de Buhan
Henri Jéhan Éric Joseph Marie de Buhan (ur. 5 kwietnia 1912 w Bordeaux, zm. 14 września 1999 tamże) – francuski florecista i szpadzista, trzykrotny złoty medalista olimpijski i wielokrotny medalista mistrzostw świata.
Na igrzyskach olimpijskich w Londynie w 1948 roku wywalczył indywidualnie złoty medal. W rundzie finałowej wygrał wszystkie siedem pojedynków i wyprzedził rodaka, Christiana d’Oriolę i Węgra Lajosa Maszlaya. Parę dni później wspólnie z André Boninem, Jacquesem Lataste, Christianem d’Oriolą, René Bougnolem i Adrienem Rommelem zdobył też złoty medal drużynowo. Na rozgrywanych cztery lata później igrzyskach olimpijskich w Helsinkach Francuzi w składzie: Claude Netter, Jéhan de Buhan, Jacques Lataste, Jacques Noël, Christian d'Oriola i Adrien Rommel ponownie zwyciężyli w zawodach drużynowych. W turnieju indywidualnym był piąty, w rundzie finałowej wygrywając cztery z ośmiu pojedynków. 
Podczas mistrzostw świata w Pieszczanach w 1938 roku razem z René Bougnolem, Jeanem Coutte, Édwardem Gardère i Charleyem Lionem zajął drugie miejsce w zawodach drużynowych. W tej samej konkurencji zdobywał też złoty medal na mistrzostwach świata w Lizbonie (1947) i mistrzostwach świata w Sztokholmie (1951) oraz srebrne na mistrzostwach świata w Kairze (1949) i mistrzostwach świata w Monte Carlo (1950). W turniejach indywidualnych wywalczył dwa medale: srebrny na MŚ 1950 (plasując się za Włochem Renzo Nostinim) i brązowy na MŚ 1951 (za Manlio Di Rosą i Edoardo Mangiarottim).
Ponadto zdobył dwa medale w szpadzie drużynowej: na MŚ 1947 Édouard Artigas, Jéhan de Buhan, Marcel Desprets, Henri Guérin, Henri Lepage i Michel Pécheux zdobyli złoto, a na MŚ 1950 René Bougnol, Jéhan de Buhan, Henri Guérin, Maurice Huet, Claude Nigon i Michel Pécheux zajęli drugie miejsce.
W trakcie II wojny światowej spędził pięć lat w niewoli niemieckiej.